# Paul Cram (Musiker)
Paul Cram (* 11. August 1952 in Victoria, British Columbia; † 20. März 2018 in Halifax, Nova Scotia) war ein kanadischer Jazzmusiker (Alt- und Tenorsaxophon, Klarinette, Arrangement, Komposition).

## Leben und Wirken
Cram zog mit acht Jahren mit seiner Familie nach Vancouver, wo er zunächst Klarinette, dann Tenorsaxophon lernte; ein frühes Vorbild war John Coltrane. Er spielte in lokalen Bands und studierte in den frühen 1970er-Jahren an der University of British Columbia; 1978 erwarb er den Bachelor of Music. In dieser Zeit spielte er im New Orchestra Quintet (mit dem erste Aufnahmen entstanden) und im New Orchestra Workshop. Um 1982 gründete er ein eigenes Trio; sein 1981 aufgenommenes Album Blue Tales in Time erhielt eine Nominierung für den Juno Award. In den folgenden Jahren spielte er u. a. in Toronto im Solar System Saxophone Quartet, The Kings of Sming, außerdem im Benghazi Saxophone Quartet und in The NOW Orchestra (Album WOWOW, 1997); außerdem leitete er eigene Formationen. Im Bereich des Jazz war er zwischen 1977 und 2010 an 15 Aufnahmesessions beteiligt, zuletzt mit dem Aperture Trio (Album Sculpin, mit Arthur Bull und Tena Palmer).  1989 zog er mit seiner Familie nach Halifax. Cram war dort Mitbegründer der Veranstaltungsreihe Upstream Music Association, die er in Halifax 19 Jahre leitete und in der er bis 2015 auch als künstlerischer Leiter fungierte. Des Weiteren war er Geschäftsführer der Firma Sming Productions Company, die Filmmusiken für Film, Video, Multimedia, Theater und Tanz produzierte.

## Diskographische Hinweise
- New Orchestra Quintet: Up 'Til Now (1977), mit Ralph Eppel, Paul Plimley, Lisle Ellis, Gregg Simpson
- Blue Tales in Time (Onari, 1981), mit Ken Newby, Karen Oliver, Paul Plimley, Lisle Ellis, Gregg Simpson
- Jazz in the Zebra Zone (Condition West, 1984), mit Robert Leriche (as), James Young (kb), Gregg Simpson (dr)
- Beyond Benghazi (Apparition, 1987), Paul Cram Orchestra mit Mike White (tp), Tom Walsh (tb), Nic Gotham, Julius Hemphill (as), Rich Underhill (bar), Taras Chornowol (el-vln), John Gzowski (git), James Young (kb), Richard Wynston (dr)
- Campin Out (Victo, 2001), mit Richard Simoneau, Roland Bourgeois (tp), Tom Walsh (tb), Jeff Reilly (cl, b-cl), Don Palmer (as, sop, fl) Paul Cram (ts, cl), Steve Naylor (p,synt), John Gzowski (git), Christoph Both (el-cello), Jamie Gatti (el-b), Dave Burton (d,perc)
- Live in Lisbon (Ombu, 2004), mit Rick Waychesko (tp), Tom Walsh (tb), Jeff Riley (cl, b-cl), Don Palmer (as, sop, fl),  Paul Cram (ts, cl), Steven Naylor (p, synt), John Gzowski (git), John Scott (cello), Alan Baculis (el-b), David Burton
- The Big Sea 5:Wave Action (1982, ed. 2021), mit Ralph Eppel, Bob Bell, Lisle Ellis, Gregg Simpson